# Jan Rakowski

Wappen der Familie Rakowski

Jan Rakowski (geb. unbekannt; gest. ca. 1580) war ein königlicher Truchsess und ein Kavallerieoffizier in der Armee des polnisch-litauischen  Staates.

## Leben
Jan Rakowski stammte aus dem Adelsgeschlecht Rakowski, das aus einer im Norden Masowiens gelegenen Region stammt. Er war ein Sohn des Stanisław Rakowski. In seiner Jugend war er Soldat und diente 1552 als Begleiter der Husarentruppe von Stanisław Liskowski. Rakowski beteiligte sich am Wiederaufbau der Festung in Brazlaw, die während eines Tatareneinfalls zerstört worden war. Im Jahr 1563 wurde er Höfling von König Sigismund II. August. Er widmete sich politischen Tätigkeiten, wurde 1564 vom Adel der Woiwodschaft Masowien in den Sejm von Parczew gewählt und vertrat Masowien 1566 auch im Sejm von Lublin. 1567 wurde er zum königlichen Kammerherrn ernannt.

## Familie und Besitz
Jan Rakowski war Besitzer der Güter Rakowo-Boginie und Rakowo-Czacha. 1559 erhielt er das königliche Privileg, das Dorf Stara Łomża einer Siedlung in der Umgebung von Łomża zu kaufen. Aus seinem Besitz hatte er ein Einkommen von 100 Złoty. Er war  mit Dorota Oborski, der Tochter von Stanislaw Oborski, dem Verwalter von Troki, verheiratet.